# Райя бинт Хусейн
Райя бинт Хусейн (араб. راية بنت الحسين‎; род. 9 февраля 1986, Амман) — принцесса Иордании, младшая дочь короля Хусейна ибн Талаля и его четвёртой жены Нур аль-Хусейн.

## Биография
Райя бинт Хусейн родилась 9 февраля 1986 года в Аммане, в семье короля Хусейна ибн Талаля и его четвёртой жены Нур аль-Хусейн. У неё двое старших полнородных братьев – принцы Хамза (род. 1980) и Хашим (род. 1981) и сестра – принцесса Иман (род. 1983).
Она получила образование в Атлантическом колледже в Вейл-оф-Гламоргане и Эдинбургском университете, где получила степень бакалавра, изучая японский язык. После окончания университета она уехала в Токио, где в течение трёх лет работала в области развития человеческого потенциала. Затем она окончила Колумбийский университет, получив степень магистра в области изучения японской литературы.
В 2007 и 2008 годах в составе иорданской делегации в рамках государственного визита принцесса посетила Японию.
В 2022 году принцесса получила докторскую степень, закончив Калифорнийский университет в Лос-Анджелесе в области современной японской литературы.

## Семья
5 ноября 2019 года было объявлено о помолвке 33-летней принцессы Райи с 25-летним британским журналистом Недом Донованом, сыном писательницы Тессы Даль и Патрика Донована. 
7 июля 2020 года в Великобритании состоялась церемония бракосочетания, которую из-за пандемии COVID-19 посетило ограниченное количество гостей.

## Награды
В 2023 году король Великобритании Карл III своим указом произвёл её в Дамы справедливости Ордена Святого Иоанна.